# Diecéze annecyjská
Diecéze Annecy (lat. Diocesis Anneciensis, franc. Diocèse d'Annecy) je francouzská římskokatolická diecéze. Leží na území departementu Horní Savojsko, jehož hranice přesně kopíruje. Sídlo biskupství i katedrála sv. Petra se nachází v Annecy. Diecéze je součástí lyonské církevní provincie.
Od 7. května 2001 je diecézním biskupem Mons. Yves Boivineau.

## Historie
Biskupství bylo v Annecy zřízeno 15. února 1822 bulou papeže Pia VII. Sollicita catholici gregis. Území získala nová diecéze vydělením území z arcidiecéze Chambéry.
Od svého založení až do 8. prosince 2002 byla diecéze Annecy sufragánem arcidiecézy Chambéry; po tomto datu je sufragánní diecézí lyonské arcidiecéze.
Území diecéze zahrnuje celé území departementu Horní Savojsko a švýcarskou obec Saint-Gingolph (v kantonu Valais).